# 刀具

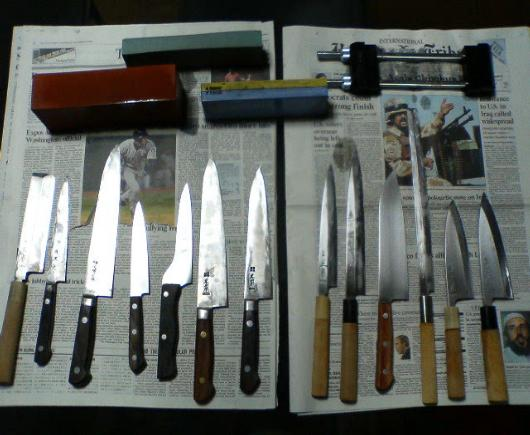
各式刀具

在中文里，刀是对多种用于切、割、削、砍、铡的工具及武器的泛称，一般为单刃且具有较薄的刃片（故而剑、斧等并不属于“刀”）。刀通常带有用于手持的把手或柄，以及用于切削的刃。尺寸较小的又称小刀、刀子，或以用途修饰称菜刀、餐刀、书刀、水果刀等，或根据使用方式的不同称刺刀、削刀、砍刀、剃刀等，或以结构不同称折叠刀（蝴蝶刀）、弹簧刀等。
刀是人类最古老的工具之一，至少在石器时代已经出现，最早是以木头、骨头或石头制作，后来开始以铜、青铜、铁、钢等金属及合金制作，近现代以来，一些领域的刀又开始出现以陶瓷、塑料等非金属制作的情况。
一般小型的刀具，刀刃長度通常不超過成人的手掌，一般由刀片和刀柄两大部分构成。依結構可分為兩大類「直刀」與「折刀」。小刀在中国的主要产地集中在广东省阳江市，所以小刀的用语多用阳江方言。
刀脊，又稱刀背、刀稜，指刀身上無刃鈍厚之一側。有些刀制之刀背亦有開刃，如清代滿人腰刀、和闐刀皆於近刀尖處開雙刃，元代騎兵將官用滾珠腰刀，刀背開刃長達三分之一，更是犀利非常。

## 直刀
- 鮑伊刀
- 開山刀
- 廓爾喀刀
- 卡巴刀
- 步槍刺刀
- 日式短刀
- 爪刀
- 匕首
- 義大利短劍（英语：Stiletto）
- 偽裝刀
- 潛水刀

## 折刀
- 簡易折刀（英语：Penknife）
- 瑞士刀
- 戰術性折刀
- 自動刀
- 蝴蝶刀
- 重力刀

## 其他短刀
- 彈道刀
- 高壓氣瓶刀
- 訓練刀

## 延伸阅读
[在维基数据编辑]